# Hemigrammus
Rod Hemigrammus je dalším z mnoha rodů tropických sladkovodních ryb početné čeledi tetrovitých (Characidae).

## Popis
Na rozdíl od rodu Hyphessobrycon, s nímž je tento rod velmi blízce příbuzný, není tak početný. U rodu Hemigrammus je však kořen ocasní ploutve šupinatý. Podobně jako u rodu Hyphessobrycon je většina druhů malých, mírumilovných a barevných ryb, žijících převážně v hejnech. Tak jako v domovině, vynikne nejlépe jejich barevnost na tmavých podkladech. Za tímto účelem je možno do písku v akváriích přidávat drcené proprané hnědé uhlí.
Systematické uspořádání a řazení v rámci čeledě ještě není zcela ujasněno a konečné.

## Rozšíření
Tento rod je domovem hlavně v Jižní Americe.

## Chov
Rybky rodu Hemigammus preferují většinou měkkou, lehce kyselou vodu o teplotě 22 °C až 26 °C. Chovné nádrže by měly být dobře a z důvodu udržení chemismu vody správně osázeny odpovídajícími biotopními rostlinami. Zbarvení a stálá živost učinily z mnoha malých a mírných druhů této čeledi nejoblíbenější akvarijní rybky. A to i z toho důvodu, že valná většina zástupců tohoto rodu není náročná na chov. Převážná většina druhů je mírné povahy, drobného vzrůstu a žije pospolitě v hejnech. Což je důvod, proč by měli být chovány v početnějších skupinách. (Minimálně po šesti exemplářích od druhu).
- Odchov u některých druhů tohoto rodu je náročnější.

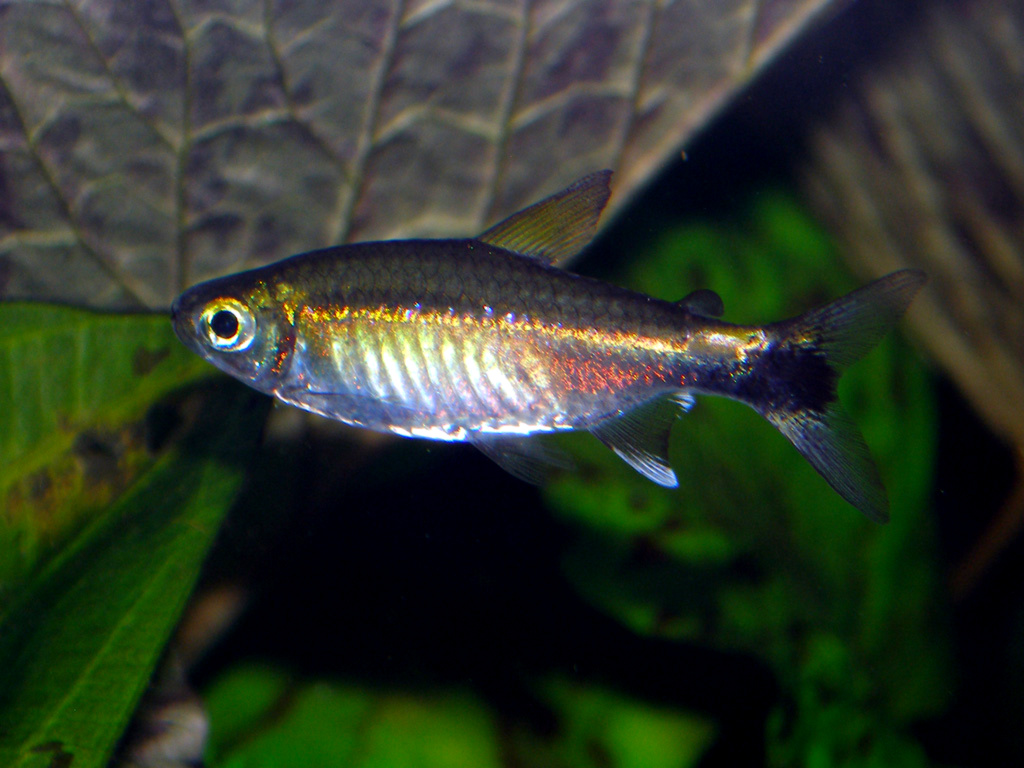
Neonka zelená (Hemigrammus hyanuary)

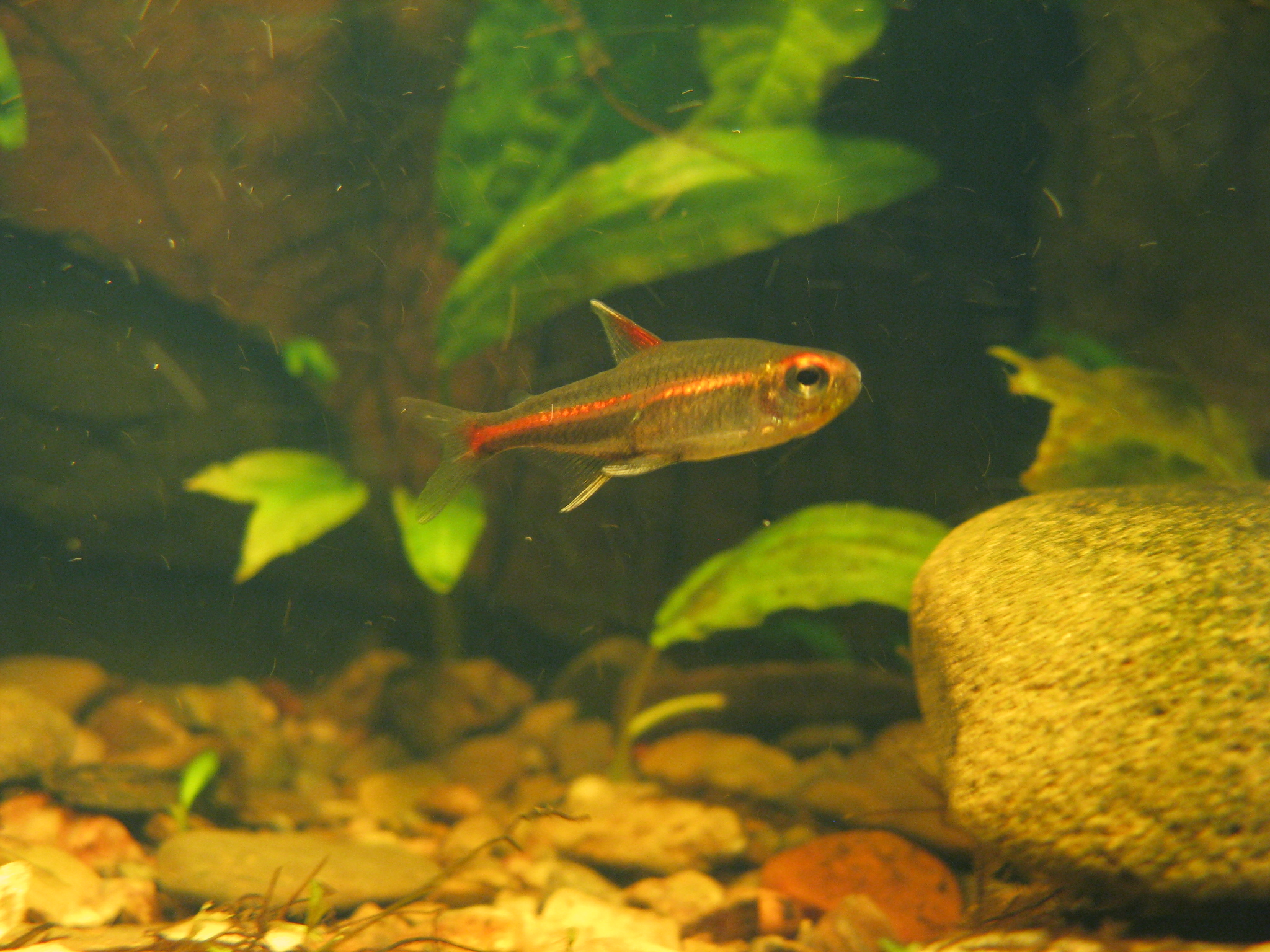
Tetra žhavá (Hemigrammus erythrozonus)

## Taxony
- Tetra zlatá (Hemigrammus armstrongi), Schultz & Axelrod, 1955
- Tetra kovová (Hemigrammus aereus) Géry, 1959
- Tetra guyanská (Hemigrammus analis) Durbin, 1909
- Tetra barrigonská (Hemigrammus barrigonae) Eigenmann & Henn, 1914
- Tetra Bellottiova (Hemigrammus bellottii) (Steindachner, 1882)
- Tetra Bleherova (Hemigrammus bleheri) Géry & Mahnert, 1986
- Tetra Boesemanova (Hemigrammus boesemani) Géry, 1959
- Tetra krátká (Hemigrammus brevis) Ellis, 1911
- Tetra kosočtverečná (Hemigrammus caudovittatus) (Ahl, 1928) = H. anisitsi Eigenmann, 1907
- Hemigrammus cayennensis Géry, 1959
- Tetra modrá (Hemigrammus coeruleus) Durbin in Eigenmann, 1908
- Tetra mosazná (Hemigrammus cupreus) Durbin in Eigenmann, 1918
- Tetra válcovitá (Hemigrammus cylindricus) Durbin, 1909
- Tetra skvostná (Hemigrammus elegans) (Steindachner, 1882)
- Tetra žhavá (Hemigrammus erythrozonus) Durbin, 1909
- Tetra nepravá (Hemigrammus falsus) Meinken, 1958
- Hemigrammus geisleri Zarske & Géry, 2007 = H. geisleri sp. n., Zarske, A. & Géry, J. 2007
- Tetra štíhlá (Hemigrammus gracilis) (Lütken, 1875)
- Tetra sablenská (Hemigrammus guyanensis) Géry, 1959
- Hemigrammus haraldi Géry, 1961 = H. pulcher haraldi Géry, 1961
- Neonka zelená (Hemigrammus hyanuary) Durbin in Eigenmann, 1918
- Tetra jota (Hemigrammus iota) Durbin, 1909
- Tetra křepká (Hemigrammus levis) Durbin in Eigenmann, 1908
- Tetra Lülingova (Hemigrammus luelingi) Géry, 1964
- Tetra srpovitá (Hemigrammus lunatus) Durbin in Eigenmann, 1918
- Tetra Mahnertova (Hemigrammus mahnerti) Uj & Géry, 1989
- Tetra bassamská (Hemigrammus marginatus) Ellis, 1911
- Tetra Mataova (Hemigrammus matai) Eigenmann, 1918
- Tetra barretonská (Hemigrammus maxillaris) (Fowler, 1932)
- Tetra hlavatá (Hemigrammus megaceps) Fowler, 1945
- Tetra načernalá (Hemigrammus melanochrous) Fowler, 1913
- Tetra maloploutvá (Hemigrammus micropterus) Meek in Eigenmann & Ogle, 1907
- Tetra malotlamá (Hemigrammus microstomus) Durbin in Eigenmann, 1918
- Tetra žertéř (Hemigrammus mimus) Böhlke, 1955
- Tetra měděná (Hemigrammus nanus) (Lütken, 1875) = Hasemania.nana (Lütken, 1875)=Hasemania marginata, Meinken, 1938
- Tetra Neptunova (Hemigrammus neptunus) Zarske et Géry, 2002
- Tetra Newboldova (Hemigrammus newboldi) (Fernández-Yépez, 1949)
- Tetra svítivá (Hemigrammus ocellifer) (Steindachner, 1882)
- Hemigrammus ora Zarske, Le Bail & Géry, 2006
- Tetra tukeitská (Hemigrammus orthus) Durbin, 1909
- Tetra pretonská (Hemigrammus pretoensis) Géry, 1965
- Tetra skvělá (Hemigrammus pulcher) Ladiges, 1938
- Tetra červenotlamá (Hemigrammus rhodostomus) Ahl, 1924
- Tetra Rodwayova (Hemigrammus rodwayi) Durbin, 1909
- Tetra Schmardové (Hemigrammus schmardae) (Steindachner, 1882)
- Tetra lamanská (Hemigrammus stictus) (Durbin, 1909)
- Hemigrammus taphorni Benine & Lopes, 2007
- Tetra zoubkatá (Hemigrammus tridens) Eigenmann in Eigenmann & Ogle, 1907
- Tetra Ulreyova (Hemigrammus ulreyi) (Boulenger, 1895)
- Tetra jednopruhá (Hemigrammus unilineatus) (Gill, 1858)
- Tetra Vorderwinklerova (Hemigrammus vorderwinkleri) Géry, 1963
- Hemigrammus yinyang Lima & Sousa, 2009